# Konia
Konia ist eine Fischgattung aus der Familie der Buntbarsche (Cichlidae). Sie kommt endemisch im Vulkansee Barombi Mbo in Westkamerun vor. Die Gattung wurde nach einem lokalen Namen für diese Buntbarsche benannt.

## Merkmale
Konia-Arten haben eine typische Buntbarschgestalt und werden 9 bis 12 cm lang. Ihre Körper sind seitlich stark abgeflacht und unterschiedlich hoch gebaut. Die Körperhöhe erreicht 25 bis 37 % der Standardlänge. Das Maul ist mit zwei bis drei Zahnreihen besetzt. Die untere Pharyngealia ist länger als breit. Ihre Färbung ist unscheinbar. Es herrschen Brauntöne und Grautöne vor, zwischen Seitenlinie und Rückenflosse zeigen sich einige dunkle Flecken. Die Rückenflosse der Tiere wird von 15 bis 16 Stacheln und von 10 bis 12 Weichstrahlen gestützt. Die Anzahl der Stacheln in der Afterflosse beträgt 3, die der Weichstrahlen 8 bis 10.

## Lebensweise
Die zwei Konia-Arten leben im Barombi Mbo und ernähren sich vor allem von Mücken- und Eintagsfliegenlarven, sonstigen Wirbellosen und frisch gelegten Eiern anderer Buntbarsche und Algen. Konia eisentrauti betreibt auch Kleptoparasitismus und „stiehlt“ Nahrung von Süßwasserkrabben. Konia-Arten sind Maulbrüter. Beide Geschlechter können sich an der Maulbrutpflege beteiligen.

## Arten
- Konia dikume Trewavas, 1972
- Konia eisentrauti (Trewavas, 1962)